# Vladimir Michajlovič Zagorskij
Vladimir Michajlovič Zagorskij, in russo Владимир Михайлович Загорский?, nato Vol'f Michelevič Lubockij, in russo Вольф Михелевич Лубоцкий? (Nižnij Novgorod, 15 gennaio 1883, 3 gennaio del calendario giuliano – Mosca, 25 novembre 1919), è stato un rivoluzionario e politico russo.

## Biografia
Vol'f Lubockij iniziò l'attività rivoluzionaria a Nižnij Novgorod insieme a Jakov Sverdlov. Nel 1902 fu condannato al confino permanente nel Governatorato di Enisejsk per la sua partecipazione alle manifestazioni del 1º maggio. Dopo un tentativo di fuga fu condannato a 12 anni di esilio in Jacuzia. Nel 1904 riuscì a scappare in Germania e da lì a Ginevra, dove collaborò con Lenin. L'anno successivo rientrò a Mosca sotto il nome di Vladimir Zagorskij e partecipò all'insurrezione di dicembre. Dopo il fallimento dell'azione proseguì l'opera clandestina nella stessa città. Incalzato dalla polizia zarista, nel 1908 emigrò a Londra; nel 1910 rientrò di nascosto a Saratov, ma poco dopo dovette di nuovo lasciare la Russia per Lipsia e partecipò all'organizzazione della Conferenza di Praga del POSDR del 1912. Durante la prima guerra mondiale fu arrestato dalle autorità tedesche ma continuò a fare propaganda fra i prigionieri di guerra russi. Dopo la pace di Brest fu nominato Primo segretario dell'ambasciata della RSFS Russa a Berlino. Nel giugno 1918 fu richiamato a Mosca dove fu eletto segretario del comitato cittadino del partito bolscevico. Nel settembre 1919 guidò con Feliks Dzeržinskij il Comitato di difesa di fronte all'avanzata delle truppe di Denikin. Morì nell'attentato anarchico del 25 settembre 1919, quando una bomba lanciata contro la sede del Comitato di Mosca del PCR(b) uccise 12 persone e ne ferì oltre 50. Fu sepolto nella necropoli delle mura del Cremlino. In suo onore nel 1930 la città di Sergiev Posad fu rinominata Zagorskij.